# بيتر كوفاتش
بيتر كوفاتش (بالمجرية: Kovács Péter)‏ (7 فبراير 1978 في المجر - ) هو لاعب كرة قدم مجري في مركز الهجوم. شارك مع منتخب المجر لكرة القدم. أما مع النوادي، فقد لعب مع ترومسو إيدريتسلاغ ودوناكانيار-فاك وليرس ونادي أود ونادي أويبست ونادي ساربسبورغ 08 ونادي ساندفيورد ونادي سترومسغودست لكرة القدم ونادي سترومسغودست ونادي فيكينغ ونادي لاهتي وهكا.

## وصلات خارجية
- بيتر كوفاتش على موقع اتحاد النرويج (النرويجية)
- بيتر كوفاتش على موقع قاعدة بيانات كرة القدم.إي يو (الإنجليزية)
- بيتر كوفاتش على موقع ناشيونال فوتبول تيمز (الإنجليزية)
- بيتر كوفاتش على موقع Soccerway.com (الإنجليزية)